# NK Aluminij
NK Aluminij ist ein slowenischer Fußballverein aus Kidričevo. Derzeit spielt der Verein in der erstklassigen Slovenska Nogometna Liga.

## Geschichte
Der NK Aluminij wurde 1946 direkt nach dem Ende des Zweiten Weltkrieges gegründet. In den späten 1960er Jahren spielte der Verein kurzzeitig in der zweiten jugoslawischen Liga, nachdem man sich in der Saison 1965/66 den Meistertitel der dritten Liga sicherte.
Nach der Auflösung Jugoslawiens 1991 spielte der Verein zunächst nur in der dritten slowenischen Liga. Im Jahr 1997 gelang mit der Meisterschaft dann allerdings der Sprung in die zweite Liga. Die folgenden Jahre gestalteten sich für den NK Aluminij recht positiv und man erreichte in der Liga fast ausschließlich Plätze im oberen Tabellendrittel. Zwischen 2001 und 2003 wurde man dreimal in Folge Dritter, verpasste jedoch immer wieder den Sprung in die erste Liga.
In dieser Zeit gelang der bisher größte Erfolg der Vereinsgeschichte, als man das Pokalfinale 2002 erreichte. Dort musste sich NK Aluminij aber ND Gorica geschlagen geben.
Trotz dieser Erfolge dauerte es noch weitere acht Jahre, bis sich der NK Aluminij in der Saison 2010/11 zum ersten Mal den Meistertitel sicherte. Jedoch folgte nicht der Aufstieg in die erste Liga, da der Verein wegen finanzieller Schwierigkeiten ablehnte. Ein Jahr später gewann man erneut die Meisterschaft und dieses Mal stimmte auch der Verein dem Aufstieg zu, sodass der NK Aluminij in der Saison 2012/13 erstmals in der ersten Liga antritt. Es folgte allerdings der sofortige Abstieg, nachdem der Verein zum Ende der Spielzeit auf dem letzten Platz landete. In der Spielzeit 2015/16 konnte man in die erste Liga zurückkehren.

## Erfolge
- Meister der zweiten slowenischen Liga: 2011, 2012
- Slowenischer Pokalfinalist: 2002, 2018

## Trainer
- Simon Sešlar (2015–2016)